# 10,5 cm SK L/45
105-мм корабельна гармата SK L/45 (нім. 10.5 cm SK L/45) — німецька корабельна гармата періоду Першої та Другої світових війн.
Гармата була прийнята на озброєння на початку XX століття і встановлювалася на більшості кораблів кайзерівського флоту, виготовлених у різних варіантах для крейсерів, есмінців і підводних човнів. Під час Другої світової війни ці гармати були основним озброєнням невеликих кораблів чи катерів, таких як тральщики або торпедні катери класу 1935, а також використовувалися як зенітна зброя на великих кораблях і підводних човнах.

## Варіанти гармати SK L/45
| Класи кораблів               | Варіант    | Підвищення (елевація) | Дальність стрільби | Типи кораблів, що озброювалися               |
| Крейсери                     | MPL C/06   | -10° до +30°          | 30° : 12 700 м     | «Кольберг» «Магдебург» «Карлсруе» «Грауденц» |
| Есмінці                      | Tbts LC/16 | -10° до +50°          | 30° : 12 700 м     | класи G 96, V 170, «Мьове»                   |
| Підводні човни               | Ubts LC/16 | -10° до +50°          | 30° : 12 700 м     | SM U 61, SM U 62                             |
| Корабельна зенітна артилерія | Flak 45    | -5° до +70°           | По висоті: 8 230 м | Головні кораблі                              |

## Список типів бойових кораблів, на яких використовувалася гармата
- Легкі крейсери типу «Грауденц»
- Легкі крейсери типу «Карлсруе»
- Легкі крейсери типу «Магдебург»
- Легкі крейсери типу «Піллау»
- Бронепалубні крейсери типу «Кольберг»
- Ескадрені міноносці типу B 97
- Мінні загороджувачі типу «Галеб»
- Міноносці типу 35
- Міноносці типу V25
- Підводні човни типу U 66
- Підводні човни типу U 87
- Підводні човни типу UB III
- Підводні човни типу UE II

## Зброя схожа за ТТХ та часом застосування
- 102-мм корабельна гармата QF 4 inch Mk I – III
- 102-мм корабельна гармата QF 4 inch Mk V
- 102-мм корабельна гармата BL 4-inch Mk IX
- 102-мм корабельна гармата Mk IV, XII, XXII
- 105-мм корабельна гармата SK L/35
- Морська гармата 10,5 см SK C/32
- 105-мм корабельна гармата SK C/33
- 100-мм корабельна гармата OTO Mod. 1924/1927/1928
- 102-мм корабельна гармата 102/35 Mod. 1914
- / 102 мм гармата Обухівського заводу
- 102-мм корабельна гармата (Б-2)
- 100-мм корабельна гармата (Б-24)
- 100-мм корабельна гармата (Б-34)
- 100-мм корабельна гармата 100 mm/45 Model 1930
- 105-мм корабельна гармата 4"/40
- 102-мм корабельна гармата Mark 4"/50